# Patryk Gabriel
Patryk Gabriel (ur. 29 marca 1977 w Gdańsku) – polski polityk i samorządowiec, w latach 2018–2023 wicestarosta powiatu starogardzkiego, poseł na Sejm X kadencji.

## Życiorys
Z wykształcenia socjolog, ukończył studia na Uniwersytecie Gdańskim. Zajmował się marketingiem w firmie usługowej, później był zatrudniony jako kierownik ds. ekonomiczno-administracyjnych w Publicznej Szkole Podstawowej nr 1 w Starogardzie Gdańskim. Zaangażował się w działalność polityczną w ramach Platformy Obywatelskiej, był dyrektorem biura poselskiego Sławomira Neumanna.
W wyborach samorządowych w 2006 został wybrany na radnego powiatu starogardzkiego. Z powodzeniem ubiegał się o reelekcję w 2010, 2014 i 2018. W wyborach w 2010 kandydował także na prezydenta Starogardu Gdańskiego, przegrywając w drugiej turze głosowania z Edmundem Stachowiczem.
W 2011 został etatowym członkiem zarządu powiatu starogardzkiego. Pozostał na tej funkcji również w kolejnym zarządzie powiatu, który powołano w 2014. W wyborach parlamentarnych w 2015 bezskutecznie kandydował w okręgu nr 66 do Senatu. W listopadzie 2018 wybrano go na wicestarostę powiatu starogardzkiego. W grudniu 2021 został członkiem rady politycznej stowarzyszenia Tak! Dla Polski.
W wyborach parlamentarnych w 2023 kandydował z szóstego miejsca listy Koalicji Obywatelskiej w okręgu gdańskim; został wybrany na posła X kadencji, otrzymując 11 201 głosów.

## Wyniki w wyborach ogólnopolskich
| Wybory | Komitet wyborczy | Komitet wyborczy      | Organ             | Okręg | Wynik           |
| ------ | ---------------- | --------------------- | ----------------- | ----- | --------------- |
| 2015   |                  | Platforma Obywatelska | Senat IX kadencji | nr 66 | 43 421 (35,86%) |
| 2023   |                  | Koalicja Obywatelska  | Sejm X kadencji   | nr 25 | 11 201 (1,82%)  |